# Pièce de 100 francs Liberté guidant le peuple
Pour les articles homonymes, voir 100 francs.
La pièce de 100 francs français Liberté guidant le peuple, ou 100 francs Liberté de Delacroix, est émise en 1993 à l'occasion du bicentenaire du musée du Louvre de Paris.

## Frappes
| Millésime    | Tirage    |
| ------------ | --------- |
| 1993 (essai) | 1 460     |
| 1993         | 1 832 000 |